# 二碘化钕
二碘化钕是一种钕的碘化物，化学式 NdI2。

## 制备
二碘化钕可以由三碘化钕在真空， 800 至900 °C 的温度下被金属钕还原而成。
{\displaystyle \mathrm {Nd+2\ NdI_{3}\longrightarrow 3\ NdI_{2}} }
它也可以由钕和二碘化汞反应而成。
{\displaystyle \mathrm {Nd+HgI_{2}\longrightarrow NdI_{2}+Hg} }
它也可以由钕和碘直接反应而成。
{\displaystyle \mathrm {Nd+I_{2}\longrightarrow NdI_{2}} }
这种化合物是于 1961年由 John D. Corbett 首次合成的。

## 性质
二碘化钕是一种深紫黑色固体，极易潮解。它的晶体结构为溴化锶结构。在高压下，它会变成二硅化钼结构，在常态下的其它镧系元素二碘化物中（例如二碘化镧）中存在。它和四氢呋喃或其它有机化合物反应，形成配合物。
二碘化钕可以还原热的氮气，形成氮碘化物 (NdI2)3N，后者和THF反应生成 (NdI)3N2。

## 用处
二碘化钕是一种还原剂，也是有机化学的催化剂。